# Heinrich Schmid
Heinrich Schmid (6 de abril de 1921 – 23 de febrero de 1999) fue un lingüista suizo, «padre» de las variedades escritas estandarizadas de dos lenguas retorrománicas conocidas como romanche grisón y ladino dolomítico.

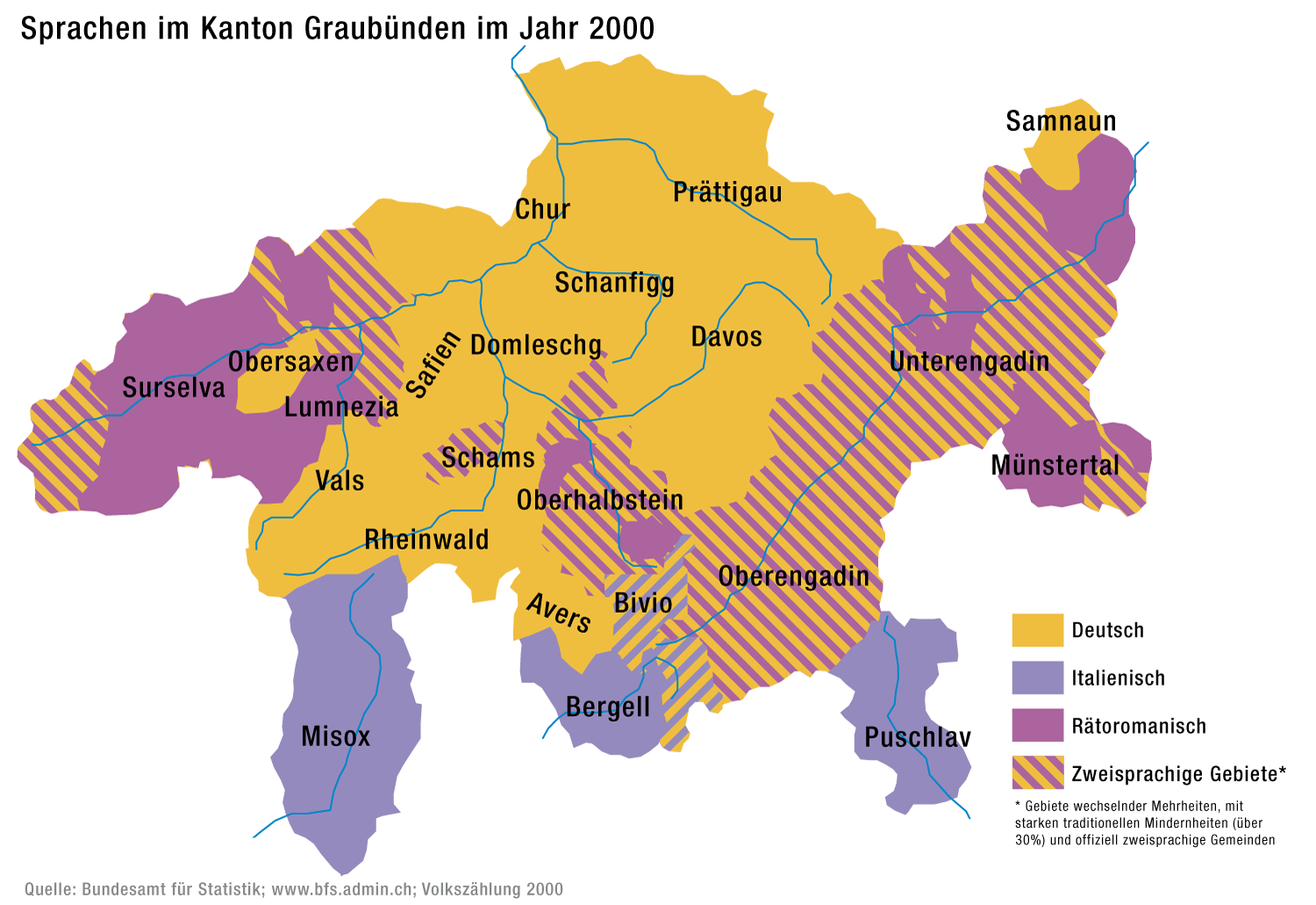
Distribución geográfica de las lenguas de los grisones, con las zonas en que se habla el romanche en violeta, el alemán en naranjo y el italiano en azul. Las zonas indicadas con efecto plumeado son las que tienen un idioma mayoritario fluctuante, minorías lingüísticas tradicionalmente fuertes (más del 30%) o que son oficialmente bilingües.

## Biografía

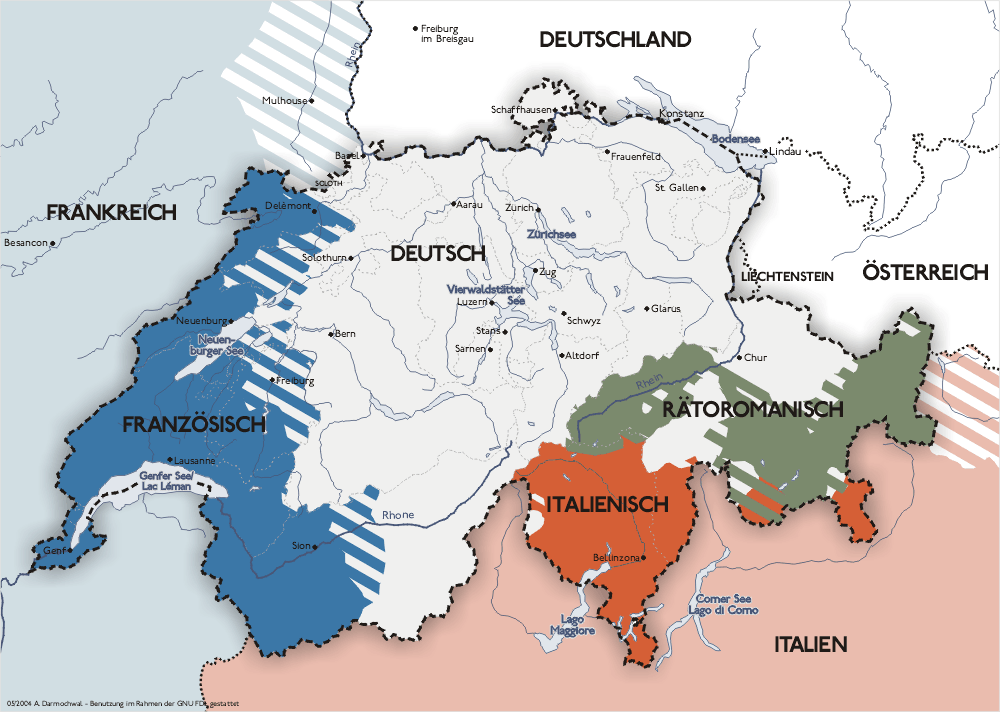
Territorio romanchehablante en Suiza (gris)

Heinrich Schmid vivió durante su vida entera en la misma casa de Zúrich. A pesar de haber nacido con un defecto de oído, descubrió un amor precoz para las lenguas y de niño aprendió muchos idiomas empezando con el griego y el latín y las lenguas romances: francés, italiano, español y las diferentes variedades del romanche.
Terminado el bachillerato, estudió filología románica en la universidad de Zúrich. Se graduó summa cum laude en 1946. El tema central de sus estudios fueron la lingüística histórica y la geografía lingüística.
Tras una estancia en Florencia, en Italia, regresó a Suiza, pero tuvo grandes dificultades a la hora de encontrar un trabajo apropiado debido a su ya mencionado defecto de oído. Finalmente encontró un empleo en el proyecto lexicográfico Rhätisches Namenbuch («Léxico toponímico rético») y contribuyó durante 15 años a otro proyecto, el Dicziunari Rumantsch Grischun («Diccionario de romanche grisón»).
En 1962, consiguió la cualificación académica necesaria para trabajar como profesor en la Universidad de Zúrich, siendo nombrado poco después profesor adjunto y tres años más tarde profesor asociado. Su carrera académica posterior fue notable, aunque sin conseguir grandes reconocimientos.

## Romanche grisón
Poco antes de jubilarse, en 1983, la Lia Rumantscha (Liga Romanche)  le confió la tarea de crear una lengua escrita común para las cinco variedades principales del romanche. En abril de 1982, tras sólo seis meses de trabajo intenso, Schmid presentó sus propuestas de reglas para la lengua escrita común. Siguieron muchas discusiones vivaces y viajes intensos dentro del territorio lingüístico retorrománico, donde él promovía incansablemente su lengua escrita común y pudo superar muchas reservas. Como consecuencia de todo eso, el romanche grisón ha conseguido un reconocimiento público mucho mayor que antes en Suiza (el romanche es idioma nacional desde el 1938, pero bastante platónicamente) y se notó una nueva vitalidad en todo el territorio lingüístico retorrománico, que incluye también el ladino en Italia.

## Ladino dolomítico

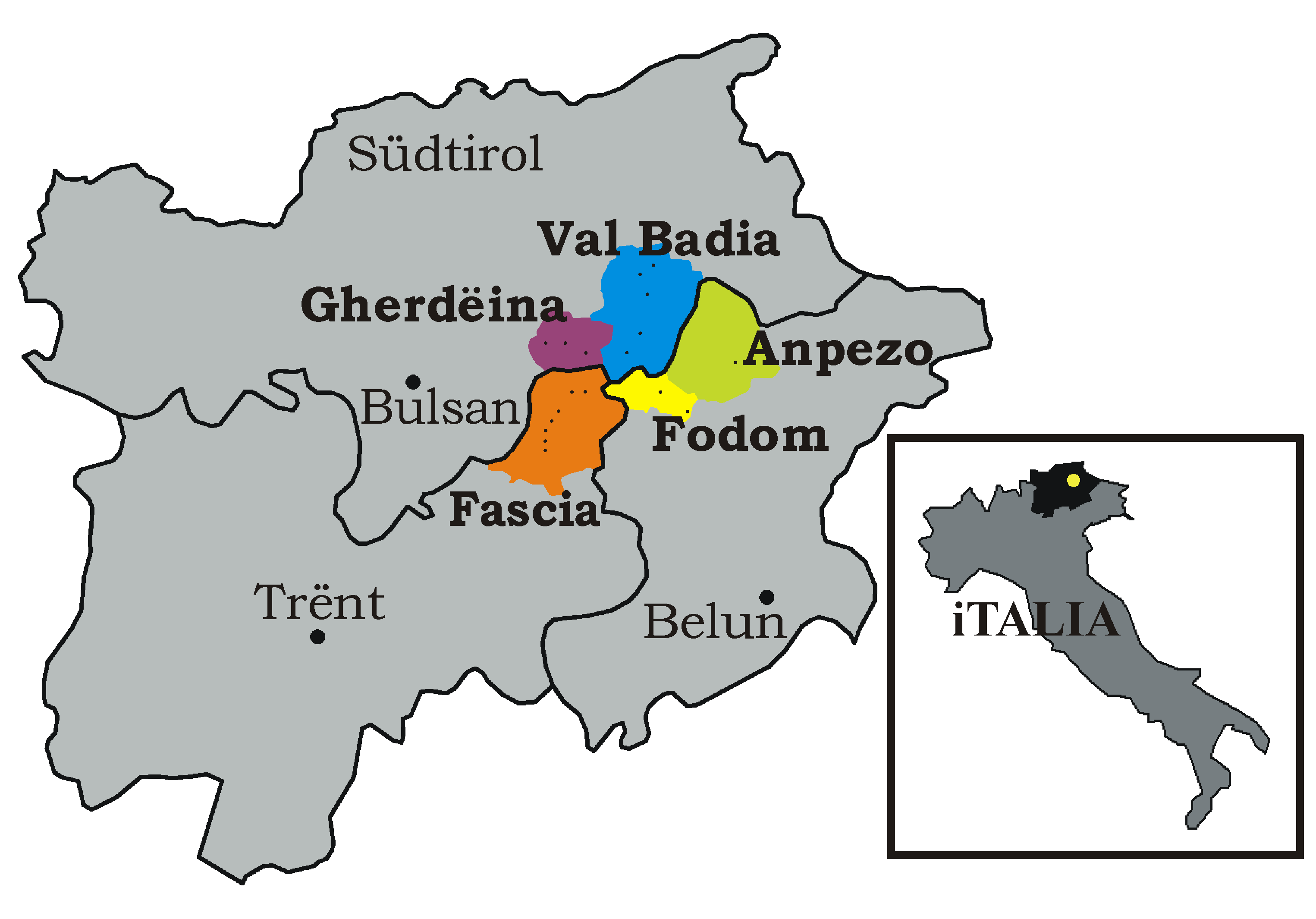
Las cinco variedades del ladino en Italia

Así, en 1988, representantes de los ladinohablantes de las Dolomitas en Italia confiaron a Heinrich Schmid la tarea de crear una lengua escrita común también para su idioma. Schmid aceptó este desafío y escribió la obra intitulada Wegleitung für den Aufbau einer gemeinsamen Schriftsprache der Dolomitenladiner («Directrices para el desarrollo de una lengua escrita común a los dialectos ladinos»)  Desgraciadadamente, Schmid no tuvo la suerte de ver publicar en italiano esta obra fundamental ya que murió repentinamente de un ataque de corazón en febrero de 1999.